# Többiek
A Szigeten van egy rendkívül rejtélyes csoport, akik nem csak gyerekeket, hanem felnőtt embereket is elrabolnak, beolvadnak a túlélőink közé, sőt nem válogatva az eszközökben, akár gyilkolnak is. 
Nesztelenül, mezítláb járnak a dzsungelben, minek következtében nem hagynak nyomokat. Őket nevezte el Danielle Rousseau 'A Többiek'-nek.
Először a 'Solitary' című részben hallunk róluk, a Sayidot fogva tartó Danielle Rousseau-tól. Elmesélte Sayidnak, hogy a Többiek rabolták el az ő lányát, Alexet egy héttel a születése után. Sayid visszaérkezésének napján rabolta el Ethan Rom, egy a Többiek közül Claire Littletont a még meg nem született gyermekéért.

## A Gonoszok
A 'Gonoszok'(Hostiles)  elnevezést a DHARMA Kezdeményezés adta azoknak az embereknek, akik hamarabb a Szigeten voltak, mint ők, vagy a Sziget őslakos populációjának.
A 'Gonoszok', vagyis 'A Többiek' között vannak, akik a Szigeten születtek, de másokat később vittek oda, vagy egyszerűen a DHARMA kezdeményezés tagjai közül álltak át hozzájuk(mint például Ben) . 
A Többiek között van egy férfi, Richard Alpert, aki különös módon nem öregszik, hiszen az 1950-es években ugyanúgy nézett ki, mint 2004-ben.
Az Gonoszokhoz csatlakoztak a Kezdeményezés egyes tagjai, és együtt elvégezték a Tisztogatást, melynek során a kezdeményezés szinte összes tagját megölték. Így hát a Tisztogatás után már Többieknek nevezzük őket.

## Életmód
Először azt hittük, hogy a Többiek civilizálatlanok, vadak és barbárok. E tévhitet támasztotta alá több megjelenésük, például Walt elrablásánál az 'Exodus, Part 2-ban, vagy mikor Eko és Jin elbújtak előlük az '… And Found'-ban, vagy a 'The Hunting Party'-ban, a kis beszélgetésük alatt Jackékkel. Később Kate a Pálca állomáson talált pár szakadt ruhát, valamint megtalálta Tom álszakállát is. Mint kiderült, a Többiek nagyon is civilizáltak, és egy saját kis társadalmat építettek ki. A harmadik évad során betekintést nyerhettünk a Többiek valódi életmódjába, ezáltal megismerkedtünk a Hydra állomással, a kisebb szigettel, valamint Otherville-lel.

## Otherville, a Többiek városa
A Barakkok (továbbiakban a Falu) egy biztonságos hely a Szigeten, elhelyezkedése egy kráter-szerű völgyben van. A földfelszínen kis házak és másféle épületek is vannak, villanyenergiával és vízzel ellátva, ugyanakkor számtalan földalatti berendezés is található. Bár eredetileg a DHARMA építette, a falut hosszú ideig a Többiek lakták, és használták, majd később elhagyták, egy ismeretlen helyre költözve.

### Történelme
A Falut először Dr. Mark Wickmund említette a Gyöngy állomás tájékoztatójában. A videóban Wickmund azzal tájékoztatta a dolgozókat, hogy amikor vége a 8 órás munkaidejüknek, menjenek a Pala Ferry-hez, és azzal vissza a Faluhoz. Ezzel a tudattal, és a Láng-ban talált DHARMA térképpel együtt, egyértelművé válik, hogy a Falut először a DHARMA munkások használták pihenőhelyként.
Amikor legközelebb látjuk a Falut, kb. 24 évvel a videó készítése (1980) után, már a Többiek laknak ugyanabban a most már modern faluban, ahol Ethan Rom szereli a vízvezetéket.
A túlélők úgy találtak rá a Falura, hogy Sayid talált egy térképet a Láng állomásban a Falu pontos helyével. Sayid szerint a térkép mutatta az elektronikai- illetve adatkábelezést, ami a Láng állomástól fut egy ‘a Falu’ nevezetű helyhez. Azt is mondta, hogy a Falu kis házakból és épületekből áll, elég vízzel és energiával ellátva egy egész községhez. Jól gondolta, ez tényleg a Többiek lakóhelye.
Azóta a Többiek elhagyták a Falut és egy ismeretlen helyre mentek. Utoljára Kate látta őket, pár pillanatra, ahogy pakoltak és indultak.

### Elhelyezkedése
A Falu a főszigeten található, egy kráter-szerű völgyben, pár hegy mögött. Körül van véve egy szónikus kerítéssel, ami bárkit megöl aki közé lép, még a Védelmi Rendszert (Fekete Füstöt) is távol tartja. Az ‘A Tale of Two Cities’ című epizód elején Ben azt mondja Goodwin-nak, hogy hogyha siet, akkor egy óra alatt odaér a farokrész túlélőihez. Eszerint a Falu viszonylag közel van a Sziget északnyugati partvonalához.
Az is lehet, hogy el van zárva a Sziget többi helyeitől. A Gyöngy állomásban dolgozóknak el kellett menniük a Pala Ferry-hez, ahhoz, hogy vissza tudjanak menni a Faluba. Ezek szerint, ha van egy út ami közvetlen a Gyöngytől a Faluig vezet az, már nem használható.
A DHARMA térkép azt is mutatja, hogy a Falu nyugatra van a Láng állomástól, mivel a térképen lévő iránytű szerint felfelé van észak. Ez azonban eltér a logikától, mert ha Goodwin egy órán belül el tudott jutni a farokrész túlélőihez, akkor a Szigetnek az északi részén kellene lennie a Falunak. Ez ellentmond a Rejtett Térképpel, mert aszerint a Láng állomás a Sziget közép-nyugati oldalán van, ezért a Falu még nyugatabbra lenne, és közel se lenne a farokrész zuhanási helyszínéhez. Viszont, ha a térképen az iránytű rosszul van odarajzolva, azaz ha dél lenne fönt észak helyett, az eltérés eltűnik. Az is lehetséges, hogy a Szigeten lévő mágneses erők (a Hattyú…) miatt rosszul ismerte fel északot az iránytű.
A térképen lévő vonalas mérték szerint a Falu kb. 1 mérföld, megközelítőleg 1,6 kilométer hosszú.

### A házak elrendezése
A Lángban talált térkép és más képek szerint 18 darab hasonló stílusban épült sárga épület van.
- 1. Kb. 6 ház van a nyugati oldalon egy csoportban. Úgy tűnik az egyik épület a nyugati aluljáró végzőpontja.
- 2. Van egy másik 6 házas csoport délen. A legkeletebbi épület a keleti aluljáró végzőpontjának néz ki.
- 3. Az utóbbiak és az északi főút között van egy 5 házas csoport. A legészakabbi épület az északi aluljáró végzőpontja.
- 4. Keleten egy nagyobb épület van, ez valószínűleg Ben háza.

Ezek az épületek kör alakú mintában helyezkednek el egy kisebb terület és egy Norfolk fenyő körül. A házak között nincsenek nagy utak, csupán gyalogutak, ösvények.

#### Juliet háza
Juliet háza a Falun belül található. Itt tartják a könyv klubi összejöveteleket is. Ez egy sárga, egyemeletes ház. A LOST újság 9. számában, Scott Cobb festménye mutatja, hogy a háznak fa teteje van, található benne egy televízió készülék, egy étkező asztal, és egy szoba ahol a könyv-klub összejövetelek zajlanak. Egy konyha is látható volt, egy folyosóval együtt ami valószínűleg a hálószobához és fürdőszobához vezetett.
Juliet dolgai közt vannak:
- A „Downtown” című zeneszám Petula Clark-tól, amit a könyv-klub találkozás előtt hallhatunk.
- A „Speaking in Tongues” című szám a Talking Heads-től. Ezt egy másik CD tokba helyezte.
- „Carrie” című könyv Stephen King-től, amely Juliet kedvenc könyve.

#### Ben háza
Ben háza szintén a Faluban található. Az ‘A Tale of Two Cities’ című epizód elején Ben kijön a házából megnézi az Oceanic Airlines 815 repülőgép kettétörését. Azóta kicsit át lett alakítva ahhoz, hogy a tolókocsis Ben kényelmesen tudjon közlekedni. Most már egy elektromos ágy is megtalálható a házban, amit a ‘The Man From Tallahassee’ című részben láthattunk. Ugyanabban a részben Locke beszél a modern életmód előnyeiről amit a Többiek élveznek, például a villany, a víz, és a csirke a hűtőben. A házban sok a festmény, különböző helyekről a Szigeten. Ezekkel legalább két szoba tele van. A LOST újság szerint Ben háza két szintes, így eltér az összes többi háztól.

#### A szabadidő szoba
A szabadidő szoba tele van izgalmas játékokkal. Van egy backgammon játék, egy csocsóasztal, a "Mouse Trap" című társasjáték, és két játékgép. A ‘The Man From Tallahassee’ és a ‘Left Behind’ című részekben Kate-et ebben a szobában tartják fogva a Többiek.

#### A főterem
A főtermet csak a 'The Man Behind the Curtain' című epizód visszapillantásában láthatjuk: a Többiek vagy lebontották, vagy megsemmisítették. Az újoncok legelőször ide jöttek, megnézhették a tájékoztató videót, valamint megtudhatják feladatukat. Ezek után minden új tag kap egy injekciót, valószínűleg a Fertőzés megelőzése végett.

#### Az iskolaterem
A DHARMA Kezdeményezés épített egy iskolát is a Barakkok közelébe, ahol a Kezdeményezés személyzetének gyerekeit tanítják. Az iskola fel van szerelve egy jelzőrendszerrel, mely figyelmezteti a tanulókat és a tanítót, ha betörnek az Ellenségek. Abban az esetben, ha ez megtörténik, a gyerekek elbújnak a padok alá, valamint egy páran bezárják, leláncolják a bejárati ajtókat. A tanítónak gyors hozzáférése van egy puskához.

#### A játszótér
A játszótér a kinti kis téren van amit a Faluban lévő házak vesznek körül. Jacket itt láttuk focizni Tommal és Juliettel a ‘Par Avion’ című részben. Sayid-ot itt tartják fogva a ‘The Man From Tallahassee’ című részben, egy hintához láncolva 3 napig, ahogy Juliet elmondja a ‘One of Us’ című részben.

#### A tó és a rakpart
A tó közel van a Faluhoz. A rakpartról lehet felismerni a partján. Nem olyan nagy mint a Pala Ferry, és úgy tűnik csak egy hajót bír el egyszerre. A tengeralattjárót itt tartották a ‘The Man From Tallahassee’ című részben. A tó a biztonsági kerítésen belül van, ezt mutatja a Lángban talált térkép. A tavat napfényben először a ‘One of Us’ című részben látjuk. Valószínűleg van egy vízalatti alagút, természetes vagy mesterséges, ami összeköti a tavat az óceánnal, így a tengeralattjáró a külvilágra is tud közlekedni.

#### Jack háza
Amíg Jack Benre vigyázott, addig a Többiekkel is élt. A Többiek megengedték Jacknek, hogy az egyik házukban lakjon amíg ott tartózkodik. Ez a ház tele volt biztonsági kamerákkal, hogy mindig tudják figyelni Jacket. A házban van egy kis folyosó, amely egy nagyobb lakószobához vezet, ahol zongora is van. Nem tudni ki élt ott Jack előtt, lehet, hogy az egyik halott például Ethan Rom, Goodwin, Colleen és Danny, Bea Klugh vagy esetleg Sabine.

## A Többiek tagjai

### Főbb tagok

#### Benjamin Linus
Fő szócikk: Benjamin Linus

#### Richard Alpert
Fő szócikk: Richard Alpert

### Alárendelt tagok

#### Amelia
Egy kedves idős hölgyről van szó, Juliet könyvklubjához tartozik. Átérzi Juliet gondjait és próbál neki segíteni. Sok rajongó Amelia Earharttal azonosítja, azzal a nővel, aki a másodpilótájával Fred Noonannel együtt repülőgépével eltűnt a Csendes-óceán felett nyomtalanul az 1930-as években.

#### Adam
Mogorva férfi, végtelenül lojális Benhez, így többször is volt összeütközése Juliettel. Ő is a könyvklub tagja.

#### Cindy Chandler
Ld. A Lost szereplőinek listája#Cindy Chandler

#### Harper Stanhope
A Többiek pszichológusa, Goodwin felesége. Gyűlölte Julietet, mert amaz lefeküdt a férjével. Harper értesítette Julietet Ben parancsára (bár Ben akkor épp fogoly Locke táborában…), hogy a két jövevény, Daniel Faraday és Charlotte Lewis a Viharba, az egyik DHARMA állomás felé tartanak, hogy kiengedjék a toxikus gázt. Elképzelhető, hogy Harper feltűnése csak vízió volt, mivel mikor Juliet és Jack elfordult, Harper egy pillanat alatt eltűnt.

#### Zack és Emma
Bizonyos értelemben már ők is a Többiek tagjai, a két gyerek eredetileg az Oceanic 815 farokrészében utaztak.

### Halott tagok

#### Aldo
Aldo Pickett egyik segédje, ő vigyázott Karlra a 23-as szobánál. Sawyerék egy egyszerű trükkel átverték és leütötték őt. Aldo a 6. évadban ismét megjelent, ahol a templomban tartózkodott. Justin-nal együtt Sawyer nyomába eredtek Jin-nel és Kate-el. Azonban Kate később leütötte őt. Később azonban felébred és elkapták Jin-t, de ekkor hirtelen Claire lelőtte őt és meghalt.

#### Bea Klugh
Fő szócikk: Bea Klugh

#### Isabel
Fő szócikk: Isabel (Lost)

#### Jacob
Fő szócikk: Jacob (Lost)'

#### Bonnie
Gretával együtt a Tükor állomáson tartózkodtak, feladatuk az volt, hogy blokkolják a kimenő jeleket. A többi Other nem tudott Bonnie és Greta küldetéséről, csak Ben. Mikhail (Ben parancsára) lelőtte mindkét nőt. Bonnie a hátán sérült meg, de még halála előtt el tudta mondani Charlie-nak a deaktiváló kódot.

#### Colleen Pickett
Danny felesége. Miután tudomást szereznek a Többiek arról, hogy a túlélők Desmond révén rendelkeznek egy hajóval, a nő vezetésével pár tag elindul, hogy megszerezze a hajót. Fel is jutnak a fedélzetre (Sayid és Jin azt hiszi, hogy a szigeten fognak támadni), de ott van Sun is, aki a biztonságáért bújt meg. Fegyvert fog Colleenra, aki megpróbálja a lövésről lebeszélni, de a fegyver aztán elsül. A hajót a Többiek végül is megszerzik, de Colleen életét még Jack sem tudja megmenteni.

#### Danny Pickett
Fő szócikk: Danny Pickett

#### Diane
Ryan Pryce tíz legjobb emberéhez tartozott. Valószínűleg orvosnő volt, ugyanis ő neki kellett volna beoltani a terhes nőket. Diane az első robbanásban meghal.

#### Ethan Rom
Fő szócikk: Ethan Rom

#### Goodwin Stanhope
A Vihar állomásnál dolgozott a gép lezuhanása előtt, Harper férje. Szerelmi viszonyt folytatott Juliettel, ezért Ben féltékeny volt rá. A férfi ezért küldte el Goodwint a farokrész túlélőihez, mondván, hogy készítsen róluk listát. Goodwin megfelelt a küldetésnek, de aztán Ana-Lucia leleplezte és megölte.

#### Greta
A Tükör állomás egyik őrzője. Feladata volt Boonie-val együtt, hogy blokkolja a kimenő jeleket. Ben parancsára Mikhail pár szóváltás után azonnal lelőtte, Gretának esélye sem volt, holtteste a vízbe esett.

#### Henrietta
Egyike a kilenc szigeten teherbe esett nőnek, ő sem élte túl a második periódust a sziget furcsa hatása miatt.

#### Ivan
Fekete bőrű tag, katonai szaktudása mellett orvosi képzettsége is van. Jelen volt Jack, Kate és Sawyer elrablásánál, valamint a Desmond hajóját ellopó csapatban is részt vett. Asszisztált Jacknek Ben gerincműtéténél, mikor a férfi egy kisebb vágást ejtett Ben gerincén, leütötte Ivant. Később Pickett-tel és Jasonnal együtt megpróbálta elfogni a menekülő Sawyert és Kate-et, sikertelenül. Nem sokkal ezután a Többiekkel együtt ő is visszatért a főszigetre, a barakkokhoz. Az évad végén Ivan egyike volt Pryce tíz legjobb emberének, ebben a részben nem volt látható, de a robbanások után Tom megemlítette Bennek a walkie-talkien keresztül, hogy Ivan is meghalt, így a néger férfi az egyik robbanásban (valószínűleg a második) halt meg.

#### Juliet Burke
Fő szócikk: Juliet Burke
Juliet már nem tagja a Többiek táborának, elárulta Bent és csatlakozott a túlélőkhöz.

#### Jason
Pickett majd Pryce segédje. Asszisztált Matthew-nak, aki tűvel valami robbanó műszert fecskendezett be Sawyernek, de később kiderült, hogy ez csak átverés volt. Később Kate leütötte Jasont, a nő és Sawyer így tudott megszökni. Ezután Pickett, Jason és Ivan elindult megkeresni Kate-ékat, de végül a túlélők megszöktek. Jason szintén a tíz legjobb ember közé tartozott később. Túlélte mindkét robbanást, lefegyverezte Sayidot. Ezután a dolga az volt, hogy folyamatosan sakkban tartsa a három foglyot. Mikor Hurley megjelent a DHARMA Vannal és elgázolta Ryant, Jason megpróbálta lelőni Sawyert, de Sayid egy ügyes mozdulattal kigáncsolta és lábai segítségével kitörte Jason nyakát.

#### Luke
Először a kőfejtésnél látható, ahol megpróbál flörtölni Juliettel, de amikor Sawyer abbahagyja a munkát, kénytelen ezt befejezni. Ő is odarohan a férfihez, végül a túlerő győz. Sawyer szerint Luke-nak van harci képzettsége. Épp Ryannel játszott sakkot, mikor a visszaérkező Ben parancsba adta nekik, hogy Ryan induljon el tíz legjobb emberével. Luke is a csapathoz tartozott, mindkét robbanást túlélte és felfedezte Jin rejtekhelyét. A koreai azonban gyorsabb volt és sikeresen lelőtte Luke-ot, ahogy előtte Matthew-t is.

#### Matthew
Látható volt már akkor is, mikor elfogták Michaelt, és később is ott volt a kikötőnél, ahol Jack, Kate és Sawyer is fogoly lett. A Hidra-szigeten egyike volt az ott tartózkodóknak. Részt vett Desmond hajójának elrablásában, később pedig ő szúrta be Sawyer szívébe a tűt, ami - mint később kiderült - semmit sem tartalmazott. Matthew később látható volt az ablakon keresztül, hogy a többiekkel együtt felveszi a gázmaszkot és elhagyják a barakkokat. Matthew is tagja volt a partot megtámadóknak. Mikor Jin elvétette a harmadik bomba kilövését, Matthew megpróbálta likvidálni, de a koreai mellakson lőtte biztos fedezékéből.

#### Mikhail Bakunin
Fő szócikk: Mikhail Bakunin (Lost)

#### Ryan Pryce
Pryce a Többiek egyik kiképzett katonája, Pickett halála után egyértelműen ő a "katonai főnök". Legelőször Colleen tesz róla említést: Ryan követte biztos távolságból Sayidék hajóját, akik Jackék megmentésére indultak. Később a barakkoknál ő vigyázott Sayidra, és ő fegyverezte le Locke-ot is. A második táborhelynél épp sakkozott, mikor a Jacobbal való találkozás után visszatérő Ben parancsba adta neki, hogy nyomban induljon el embereire a partra. Az akció kudarcba fulladt, Ben nem tudta értesíteni az árulásról Ryant, mivel kikapcsolták az adóvevőjüket. Ryan hét emberét elvesztette, de Tommal és Jasonnal együtt elfogták Sayidot, Bernardot és Jint. Kiszedték Bernardból, hogy honnan is tudtak az érkezésről. Később Ben egyértelmű parancsa ellenére nem ölték meg a három foglyot. Pryce-t a felmentő "sereg" élén haladó Hurley ölte meg. DHARMA Van-jával teljes sebességgel elütötte a férfit.

#### Sabine
Egyike volt a kilenc terhes nőnek. Juliet fb-jében láthatjuk, hogy Ethan nem tudta megmenteni az életét és meghalt.

#### Tom
Fő szócikk: Tom (Lost)

### Ismeretlen státuszúak

#### A zenész
Boonie halála pillanatában megemlíti, hogy a Tükör kódját egy zenész állította be. Elképzelhető, hogy ez a zenész a Többiek tagja (esetleg már nem él). De az is lehet, hogy a zenész igazából a DHARMA tagja volt, aki még a tudós társaság fennállta idején programozta be a panelt.

#### Widmore áldozata
Ben megmutatta Locke-nak azt a videót, amely alapján bebizonyította, hogy Charles Widmore keresi a szigetet. Egy felvétel látható a kazettán, valaki a rejtekhelyén veszi az eseményeket. Egy sikátori utcán megáll egy sötét autó és egy bekötözött szemű férfit rángatnak ki. Ben azt mondta róla, hogy az egyik embere, akit Widmore-ék elkaptak. Míg Widmore testőre lefogta a férfit, addig Penny apja ütötte. nyilvánvalóan ki akarták szedni az igazat a Többiek-tagból. Widmore ezután kiszúrta a személyt, aki felvette a videón az eseményeket és ezután a felvételnek vége lett.

## Hierarchia
A Többiek vezetője Ben. Benne megvan az a varázs és a hatalom, mely segítségével képes a társaság többi tagját felülmúlni, sőt, képes a tiszteletüket is kivívni. Megsértődik, ha hazugnak nevezik, ám a Hattyúban holtig állította, hogy ő bizony Henry Gale. Ő maga mondja, hogy a szavát mindig betartja, ezért el kellett engednie Jacket és Julietet a nagyvilágba – ám ha megtette volna, az a Többiek kis társaságának szemében a vereség jele lett volna. Ha pedig megölette volna a két személyt, akkor meg a csalás, tiszteletlenség jeleit mutatta volna. Ben azt állította, hogy mindkét esetben a történtek az ő végét jelentették volna, ám ekkor csodaszerűen megjelent Locke, és felrobbantotta a tengeralattjárót. E cselekedet megtettében Ben rendkívül sokat segített Locke-nak, hisz ő maga beszélte rá, manipulálta Locke-ot, hogy tegye meg.
Továbbá Ben annak is köszönheti a hatalmát, hogy a Többiek félnek tőle, és vakul bíznak benne. Ha Ben mond valamit, annak úgy kell történnie. Erre remek példa Juliet felmentése a halálbüntetés alól. Ben, mint egy kicsi rossz fiú, félti hatalmát a Többiek körében, ezért lelövi Locke-ot, hisz a férfi hallotta Jacob szavait.
Nem nehéz észrevenni, hogy Juliet sem hagyja magát. Utálja Bent, de mégis megteszi azt, amire kéri őt a férfi. Ezt Ben a remek manipulatív tulajdonságainak köszönheti, mindig sikerül megzsarolnia Julietet. A nő sem piskóta: megkérte Jack-et, hogy a műtőasztalon ölje meg Bent, és tüntesse fel a véletlen művének. A terve nem sikerült, hisz Jack elmondta Tom-nak, hogy milyen 'szívességet' kértek tőle.
Továbbá, ott van Richard Alpert. A férfi valószínűleg az egyetlen – Locke-on kívül – aki tudja, hogy Ben nem is a Szigeten született. Kételkedik Ben tetteiben, néha keresztbetesz neki: átadja Locke-nak Sawyer aktáját, és ráveszi Locke-ot, hogy ölesse meg az apját. Ben őt bízta meg, hogy vigye el a Többieket a Templomhoz – bízik benne. Alpertet nagyon érdekli, mi van Locke-al, valószínűleg azért, mert szerinte John jobb vezető lenne, mint Ben.
Úgy néz ki, hogy a Szigeten, a Többiek társadalmán belül két csoport létezik: egy, amely Bennel tart, és egy, amely Juliettel.
Miután Juliet megölt egyet a saját emberei közül, Dannyt, Isabel tett látogatást a Hydra-szigetre. Tom azt mondta, hogy Isabel a Többiek személyes sheriffje, aki azért jött, hogy kivizsgálja az esetet, és igazságot tegyen. Egy tárgyalás keretein belül elhatározták, hogy Julietet halálra kell ítélni. Ben, Jack kérésére megakadályozta a halálbüntetést, ehelyett Julietet 'csak' megjelölték.
Ezek mellett, Ben csupán 'kisfiú' a Többiek igazi vezetőjéhez, Jacobhoz képest. Az igazi vezető egy kunyhóban lakik a dzsungel mélyében, és úgy néz ki, hogy csak Ben képes vele beszélni, és csak Ben képes látni a férfit. Locke, amikor Jacobnál volt, hallotta a férfi hangját, amint segítséget kér. Később, Ben lelőtte Johnt amiért hallotta Jacob szavait.
A vezetőt Ben is, és Mikhail is egy remek, nagyszerű és pompás embernek, de nem egy megbocsátónak írták le.